# Rahad

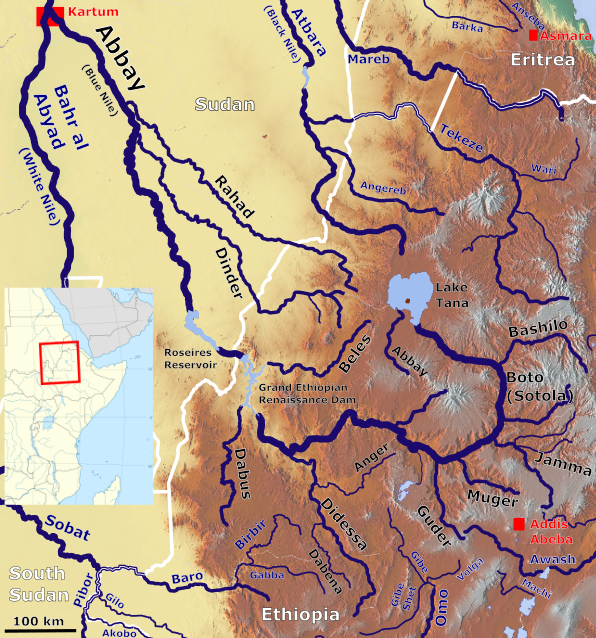
Carte montrant le bassin de l'Abbaye, avec la rivière Rahad (centre gauche)

Le Rahad est une rivière qui coule en Éthiopie et à l'est du Soudan. Les sources de cette rivière se trouvent en Éthiopie, où elle s'appelle Shinfa, et sont un affluent de la Abay (Nil Bleu) sur la rive droite. La rivière trouve ses origines dans le  Hautes terres éthiopiennes (à l'ouest du Lac Tana), d'où il coule 480 km ( Unité « mile » inconnue du modèle {{Conversion}}.) dans l'est du Soudan. Au Soudan, il fusionne dans le Nil Bleu.
Un Lion du Soudan à crinière noire a été décrit dans cette rivière.